# Epsilon Herculis
Epsilon Herculis (ε Her, ε Herculis) è una stella binaria situata nella costellazione di Ercole. Di magnitudine apparente +3,13, dista 155 anni luce dal sistema solare. Si sta avvicinando al sistema solare, come indica la sua velocità radiale negativa, e tra quasi 1,5 milioni di anni, raggiungerà la minima distanza dalla Terra, a circa 67 anni luce di distanza. A quell'epoca sarà notevolmente più appariscente nel cielo terrestre, raggiungendo la magnitudine 2,1. 

## Osservazione
Grazie alla sua posizione non fortemente boreale, può essere osservata dalla gran parte delle regioni della Terra, sebbene gli osservatori dell'emisfero nord siano più avvantaggiati. Nei pressi del circolo polare artico appare circumpolare, mentre resta sempre invisibile solo in prossimità dell'Antartide. Essendo di magnitudine 3,1 la si può osservare anche dai piccoli centri urbani senza difficoltà, sebbene un cielo non eccessivamente inquinato sia maggiormente indicato per la sua individuazione.
Il periodo migliore per la sua osservazione nel cielo serale ricade nei mesi compresi fra maggio e settembre; da entrambi gli emisferi il periodo di visibilità rimane indicativamente lo stesso, grazie alla posizione della stella non lontana dall'equatore celeste.

## Caratteristiche fisiche
Catalogata come stella bianca di tipo spettrale A0V, Epsilon Herculis è una binaria spettroscopica, una stella binaria le cui componenti non possono essere risolte otticamente, avente un periodo orbitale di 4,0235 giorni. Le due stelle sono classificate di tipo A0 e A2, tuttavia, mentre la temperatura della primaria, di 10.435 K, è normale per la sua classe, la temperatura della secondaria, 10.200 K, è troppo elevata per una stella di classe A2. Probabilmente le due stelle sono quasi uguali, ciascuna con una massa di 2,5 masse solari, anche se da altre misurazioni la componente A pare più brillante della compagna. La separazione reale tra le due componenti è di appena 0,085 UA, ossia il 20% della distanza di Mercurio dal Sole. La luminosità totale delle due componenti è 64 volte quella del Sole.
Secondo alcuni astronomi, si tratta di una stella Lambda Bootis; questa classe di stelle, la cui natura non è ben nota, mostra una mancanza di elementi pesanti nel loro spettro, tuttavia non esiste uniformità di vedute a tal proposito.